# Moses Mabhida Stadium
Moses Mabhida Stadium är en fotbollsarena i Durban, Sydafrika. Den ligger alldeles intill den Indiska Oceanen och har en båge som sträcker sig över arenan precis som på Wembley Stadium. Dit kan man ta sig antingen med hjälp av trappor eller lift. Arenan är döpt efter Moses Mabhida som var en av hjältarna i kampen mot apartheid. Den är byggd på den gamla Kings Park Stadions grund.
Under världsmästerskapet i fotboll 2010 spelades fem gruppspelsmatcher, en åttondelsfinal samt en semifinal här.